# Andreas Keller (Gewerkschafter)

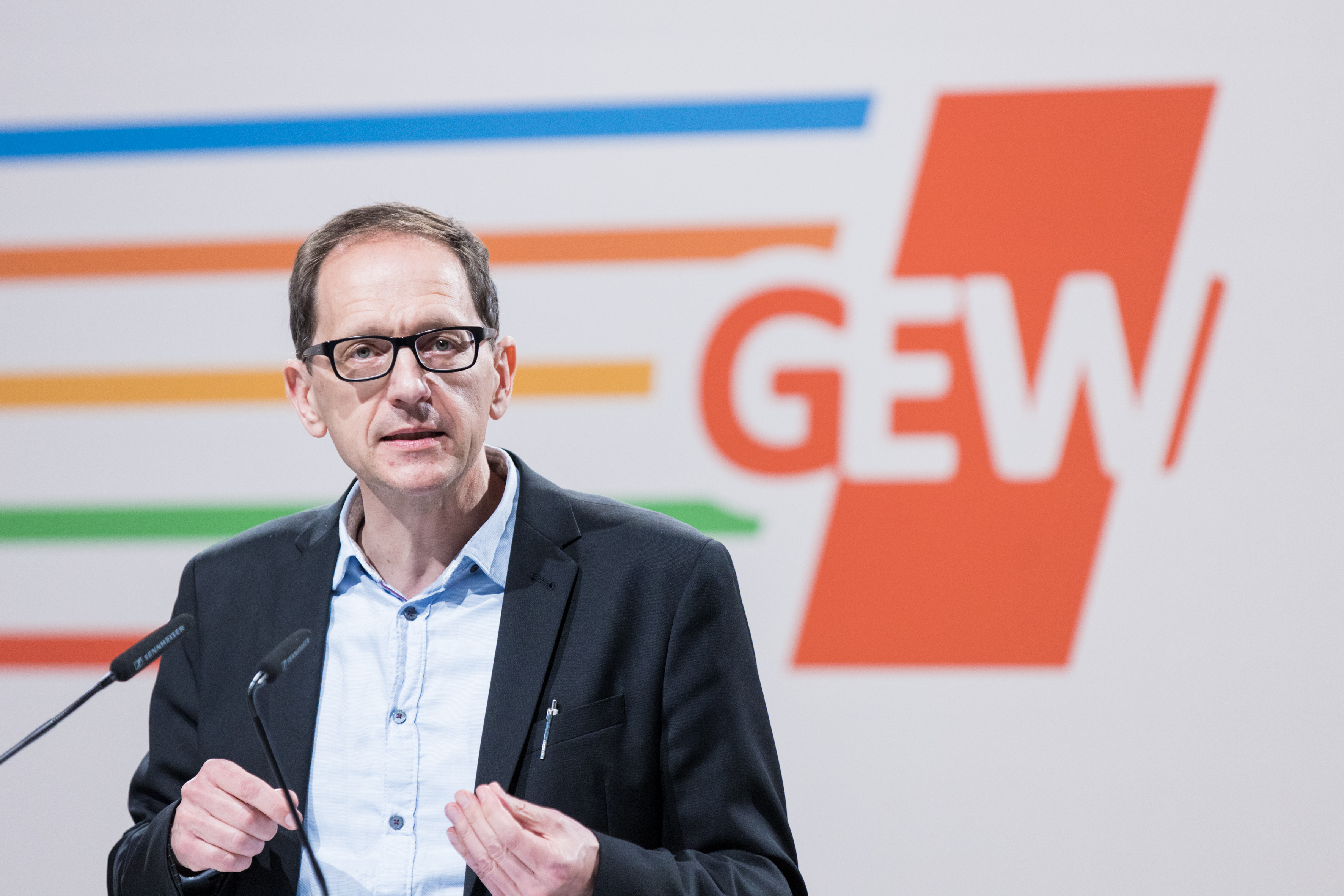
Andreas Keller bei einer GEW-Veranstaltung

Andreas Keller (* 23. Dezember 1965 in Neuenbürg, Enzkreis) ist ein deutscher Gewerkschafter. Seit Januar 2007 ist er Vorstandsmitglied für Hochschulen und Forschung, seit Juni 2013 außerdem stellvertretender Vorsitzender der Gewerkschaft Erziehung und Wissenschaft (GEW). Seit November 2012 ist er zudem Vizepräsident des European Trade Union Committee for Education (ETUCE).

## Werdegang
Keller studierte Politikwissenschaft, Rechtswissenschaft und Soziologie an der Philipps-Universität Marburg und war dort von 1993 bis zu seiner Promotion 1999 als wissenschaftlicher Mitarbeiter tätig. Von 2000 bis 2002 arbeitete er als Referent für Wissenschaft, Forschung und Hochschule bei der PDS-Fraktion im Deutschen Bundestag und von 2002 bis 2006 zunächst als Referent für Studium und Lehre, ab 2003 als Geschäftsführer des Aufsichtsrats der Charité – Universitätsmedizin Berlin.
Von 1995 bis 2005 engagierte sich Keller ehrenamtlich in den Landesverbänden Hessen und Berlin der GEW sowie in deren Bundesfachgruppenausschuss Hochschule und Forschung. Zuvor war er als Studierendenvertreter an der Philipps-Universität Marburg Mitglied im Konvent, Senat, Fachbereichsrat und weiteren Hochschulgremien sowie 1991/92 als stellvertretender Vorsitzender des Allgemeinen Studentenausschusses (AStA). In derselben Zeit war er wiederholt Mitglied des erweiterten Bundesvorstands des Bunds demokratischer Wissenschaftlerinnen und Wissenschaftler.
Keller ist Mitglied des Akkreditierungsrats (seit 2018), der europäischen Bologna Follow-up Group (seit 2017), des Kuratoriums der Hans-Böckler-Stiftung (seit 2014), des Bundesausschusses des Deutschen Gewerkschaftsbunds (seit 2011), des Kuratoriums des Deutschen Studentenwerks (seit 2007) sowie mehrerer Hochschulräte und Kuratorien (Karlsruher Institut für Technologie, Humboldt-Universität zu Berlin, Martin-Luther-Universität Halle-Wittenberg, Hochschule Fulda).

## Veröffentlichungen (Auswahl)
- Andreas Keller (Hrsg.) mit Lisa Brockerhoff: Lust oder Frust? Qualität von Lehre und Studium auf dem Prüfstand. Bielefeld 2019 (GEW-Materialien aus Hochschule und Forschung, Bd. 126) (Veröffentlichung frei abrufbar).
- Andreas Keller (Hrsg.) mit Sonja Staack und Anna Tschaut: Von Pakt zu Pakt? Perspektiven der Hochschul- und Wissenschaftsfinanzierung. Bielefeld 2017 (GEW-Materialien aus Hochschule und Forschung, Bd. 123) (Veröffentlichung frei abrufbar).
- Andreas Keller (Hrsg.) mit Isabel Carqueville und Sonja Staack: Aufstieg oder Ausstieg? Wissenschaft zwischen Promotion und Doktorhut. Bielefeld 2014 (GEW-Materialien aus Hochschule und Forschung, Bd. 122).
- Andreas Keller (Hrsg.) mit Doreen Pöschl und Anna Schütz: Baustelle Hochschule? Attraktive Karrierewege und Beschäftigungsbedingungen gestalten. Bielefeld 2013 (GEW-Materialien aus Hochschule und Forschung, Bd. 120) (Veröffentlichung frei abrufbar).
- Andreas Keller (Hrsg.) mit Ulf Banscherus und Klemens Himpele: Gut – besser – exzellent? Qualität von Forschung, Lehre und Studium entwickeln. Bielefeld 2012 (GEW-Materialien aus Hochschule und Forschung, Bd. 118) (Veröffentlichung frei abrufbar).
- Andreas Keller (Hrsg.) mit Klemens Himpele und Alexandra Ortmann: Traumjob Wissenschaft? Karrierewege in Hochschule und Forschung. Bielefeld 2011 (GEW-Materialien aus Hochschule und Forschung, Bd. 117) (Veröffentlichung frei abrufbar).
- Andreas Keller (Hrsg.) mit Klemens Himpele und Sonja Staack: Endstation Bologna? Zehn Jahre Europäischer Hochschulraum. Bielefeld 2010 (GEW Materialien aus Hochschule und Forschung, Bd. 116) (Veröffentlicht frei abrufbar).
- Andreas Keller (Hrsg.) mit Sonja Staack: Innovation durch Partizipation. Steuerung von Hochschulen und Forschungseinrichtungen im 21. Jahrhundert. Bielefeld 2009 (GEW-Materialien aus Hochschule und Forschung, Bd. 115) (Veröffentlichung frei abrufbar).
- Andreas Keller (Hrsg.) mit Roland Bloch, André Lottmann und Carsten Würmann: Making Excellence. Grundlagen, Praxis und Konsequenzen der Exzellenzinitiative. Bielefeld 2008 (GEW-Materialien aus Hochschule und Forschung, Bd. 114) (Vorwort frei abrufbar).
- Andreas Keller (Hrsg.) mit Andrea Adams: Vom Studentenberg zum Schuldenberg? Perspektiven der Hochschul- und Studienfinanzierung. Bielefeld 2008 (GEW Materialien aus Hochschule und Forschung, Bd. 113).
- Andreas Keller: Von Bologna nach Berlin. Perspektiven eines Europäischen Hochschulraums. Studie im Auftrag der PDS-Delegation in der Konföderalen Fraktion der Vereinten Europäischen Linken/Nordische Grüne Linke (GUE/NGL) im Europäischen Parlament. Brüssel 2003 (Reihe Materialien Nr. 10) (Artikel frei abrufbar).
- Andreas Keller: Hochschulreform und Hochschulrevolte. Hochschulselbstverwaltung und Mitbestimmung in der Ordinarienuniversität, der Gruppenhochschule und der Hochschule des 21. Jahrhunderts. Marburg 2000 (Reihe Hochschule, Bd. 4).
- Andreas Keller mit Peter Römer: Autonomie ohne Autokratie. Vorgaben des Hessischen Hochschulgesetzes für Verfahren und Inhalt einer Hochschulstrukturreform. Marburg 1996 (Forum Wissenschaft Studien, Bd. 37).

## Seitennachweise
1. ↑  GEW-Die Bildungsgewerkschaft: GEW-Vorstand komplett. 25. Juni 2020, abgerufen am 25. Juni 2020.
2. ↑  GEW-Die Bildungsgewerkschaft: Hauptvorstand. 20. Januar 2015, abgerufen am 25. Juni 2020.
3. ↑  GEW-Die Bildungsgewerkschaft: GEW-Vorstandsmitglied Andreas Keller zum Vizepräsidenten der europäischen Bildungsgewerkschaften gewählt. 25. Juni 2020, abgerufen am 25. Juni 2020.
4. ↑  gremien_adm: Mitglieder des Kuratoriums — Gremien und Beauftragte der Humboldt-Universität zu Berlin. Abgerufen am 29. Mai 2020.
5. ↑  Akkreditierungsrat | Stiftung Akkreditierungsrat. Abgerufen am 29. Mai 2020.
6. ↑  Kuratorium und Vorstand - Hans-Böckler-Stiftung. Abgerufen am 29. Mai 2020.
7. ↑  Kuratorium des Deutschen Studentenwerks. 5. September 2013, abgerufen am 29. Mai 2020.
8. ↑  Karlsruher Institut fuer Technologie: KIT - Aufsichtsrat. 5. Mai 2020, abgerufen am 29. Mai 2020 (deutsch).
9. ↑  gremien_adm: Mitglieder des Kuratoriums — Gremien und Beauftragte der Humboldt-Universität zu Berlin. Abgerufen am 29. Mai 2020.
10. ↑  Zusammensetzung. Abgerufen am 29. Mai 2020.
11. ↑  Hochschulrat. Abgerufen am 29. Mai 2020.

| Personendaten    | Personendaten            |
| ---------------- | ------------------------ |
| NAME             | Keller, Andreas          |
| KURZBESCHREIBUNG | deutscher Gewerkschafter |
| GEBURTSDATUM     | 23. Dezember 1965        |
| GEBURTSORT       | Neuenbürg, Enzkreis      |